# Beilschmiedia superba
Beilschmiedia superba är en lagerväxtart som beskrevs av André Joseph Guillaume Henri Kostermans. Beilschmiedia superba ingår i släktet Beilschmiedia och familjen lagerväxter. Inga underarter finns listade i Catalogue of Life.